# Real San Andrés
Real San Andrés is een Colombiaanse voetbalclub uit San Andrés.

## Geschiedenis
De club werd opgericht in 2006 in de stad Floridablanca, in het departement Santander als Real Santander. Na het verdwijnen van Real Floridablanca zat de stad al acht jaar zonder grote club. De club begon in 2007 in de Categoría Primera B, de tweede klasse. De club eindigde er meestal buiten de top tien, behalve in 2010, toen ze zevende werden en in 2017 toen ze negende werden. In 2019 verhuisde de club naar het eiland San Andrés en nam de naam Real San Andrés aan.